# Linia kolejowa Opalenica Wąskotorowa – Lwówek Wąskotorowy
Opalenica – Lwówek – linia kolei wąskotorowej łącząca Opalenicę z Lwówkiem w Wielkopolsce.

## Stacje i przystanki
| km    | Stacja                |
| ----- | --------------------- |
| 0     | Opalenica Wąskotorowa |
| 0,60  | Opalenica Cukrownia   |
| 2,30  | Opalenica Kolonia     |
| 3,90  | Rudniki Dwór          |
| 5,00  | Rudniki Wieś          |
| 8,28  | Michorzewo            |
| 10,66 | Trzcianka Zachodnia   |
| 14,14 | Chraplewo             |
| 17,25 | Brody Wąskotorowe     |
| 20,16 | Pakosław Wąskotorowy  |
| 22,66 | Posadowo              |
| 24,77 | Lwówek Wąskotorowy    |